# Santana (Brasilien)
Santana ist eine Region im Osten Brasiliens im Araripe-Becken im Grenzgebiet der Bundesstaaten Pernambuco, Piauí and Ceará. Benannt ist die Region nach der Stadt Santana do Cariri, die hier liegt. 
Bekannt ist Santana vor allem durch die bedeutende Santana-Formation, eine der bedeutendsten Fossillagerstätten der Welt. Diese liegt am Fuß des Araripe-Plateau, der höchsten Erhebung im Araripe-Becken mit einer Höhe von maximal 600 bis 900 m und einer Ausdehnung von etwa 200 Kilometer von Osten nach Westen. Die Region wird deshalb in Brasilien auch „Berço dos dinossauros“ (Wiege der Dinosaurier) genannt.